# Ger McDonnell
Gerard McDonnell (* 20. Jahrhundert in Dublin) ist ein irischer Toningenieur, Musikproduzent und Musiker. Er wurde vor allem für seine Arbeit für Künstler und Bands wie Def Leppard, Celtic Thunder, Man Raze, Aslan oder U2 in den 2000er und 2010er Jahren bekannt.

## Leben und Karriere
Der in Dublin geborene und aufgewachsene Ger McDonnell verließ 1990 die Schule und studierte anschließend am College of Music in Dublin Orchesterpercussion. Statt einer angestrebten Lehrtätigkeit in diesem Bereich, war er Mitte der 1990er Jahre zuerst als Toningenieursassisstent tätig. Mit dem Produzenten Mike Hedges, den er in einem Studio in Dublin kennengelernt hatte, arbeitete er intensiv bei verschiedenen Bandproduktionen und Aufnahmen verschiedener bekannter Künstler zusammen, unter anderem der Band U2. Durch die Arbeit in vielen renommierten Aufnahmestudios in Großbritannien, Irland und Frankreich sammelte Ger McDonnell wertvolle Erfahrungen und erlernte die technischen Feinheiten seines Berufsstandes. 1996 betreute er dann die Gruppe Def Leppard bei deren Album Slang als alleinverantwortlicher Toningenieur. Diese fruchtbare und produktive Zusammenarbeit wurde über die Jahre bei sieben weiteren Alben der Band fortgesetzt.
Seit 2002 trat Ger McDonnell dann auch als Musikproduzent in Erscheinung. Für die Dubliner Rockband The Frames produzierte er deren Album Breadcrumb Trail. 2006 folgte für Moreau das Werk Nova Scotia. Für die irische Gruppe Aslan legte er 2007 Hand an deren Album For Some Strange Reason. Für Martha Wainwright setzte er 2008 als Produzent deren Werk I Know You’re Married But I’ve Got Feelings Too für Drowned In Sound Recordings um. Für die britische Rockband Man Raze produzierte er 2008 und 2011 deren internationale Alben Surreal und Punkfunkrootsrock. Im Jahre 2019 war er als Musikproduzent für die Band Birds of a Feather und deren Album You are Music verantwortlich.
Als Toningenieur war Ger McDonnell seit Mitte der 1990er Jahre ungebrochen aktiv. Er betreute in dieser Zeit als Toningenieur zahlreiche Alben von Künstlern und Bands wie Paul Brady, Manic Street Preachers, The Frames, The Cooper Temple Clause, Dido, The Priests oder Martha Wainwright.
Ger McDonnell lebt und arbeitet heute als unabhängiger Toningenieur und Produzent in seiner Geburtsstadt Dublin.

## Diskografie (Auswahl)
| - 2002: The Frames (Breadcrumb Trail) - 2006: Moreau (Nova Scotia) - 2007: Aslan (For Some Strange Reason) - 2008: Man Raze (Surreal) - 2008: Martha Wainwright (I Know You’re Married But I’ve Got Feelings Too) - 2011: Man Raze (PunkFunkRootsRock) - 2016: Celtic Thunder (Legacy, Vol. 1) - 2016: Celtic Thunder (Legacy, Vol. 2) - 2019: Birds of a Feather (You Are Music) - 2020: John McCrea (Mantra Mantra) | - 2002: The Frames (Breadcrumb Trail) - 2006: Moreau (Nova Scotia) - 2007: Aslan (For Some Strange Reason) - 2008: Man Raze (Surreal) - 2008: Martha Wainwright (I Know You’re Married But I’ve Got Feelings Too) - 2011: Man Raze (PunkFunkRootsRock) - 2016: Celtic Thunder (Legacy, Vol. 1) - 2016: Celtic Thunder (Legacy, Vol. 2) - 2019: Birds of a Feather (You Are Music) |